# Кальпурний, Джованни
Джованни Кальпурний (итал. Giovanni Perlanza de' Ruffinoni, Giovanni Calfurnio, лат. Johannes Calphurnius; 1443, Брешиа, Брешиа — 1503, Падуя) — итальянский гуманист конца XV века.
Родом из Брешии, преподавал греческий язык в Венеции и Падуе. Джованни Перланца де Руффинони, гуманист из Бергамо, выбрал латинское имя Кальфурний, долгое время вел интенсивную издательскую деятельность среди венецианских печатников.
Опубликовал с примечаниями и после критической проверки текста Овидия, «Heautontimorumenos» Теренция, Катулла, Тибулла, Проперция и Стация.